# Зеверин
Зеверин (нем. Severin) — община в Германии, в земле Мекленбург-Передняя Померания.
Входит в состав района Пархим. Подчиняется управлению Пархимер Умланд. Население составляет 297 человек (на 31 декабря 2010 года). Занимает площадь 11,16 км².